# Пирапора (микрорегион)

Пирапора на карте.

Пирапора (порт. Microrregião de Pirapora) — микрорегион в Бразилии, входит в штат Минас-Жерайс. Составная часть мезорегиона Север штата Минас-Жерайс. Население составляет 164 903 человека (на 2010 год). Площадь — 23 006,879 км². Плотность населения — 7,17	 чел./км².

## Демография
Согласно сведениям, собранным в ходе переписи 2010 г. Национальным институтом географии и статистики (IBGE), население микрорегиона составляет:						
| Полное население                             | Полное население                             | Полное население                             | Полное население                             | 164 903 |
| -------------------------------------------- | -------------------------------------------- | -------------------------------------------- | -------------------------------------------- | ------- |
| в том числе:                                 | Городское население                          | 138 992                                      | Процент городского населения, %              | 84,29   |
|                                              | Сельское население                           | 25 911                                       | Процент сельского населения, %               | 15,71   |
|                                              | Мужское население                            | 82 927                                       | Процент мужского населения, %                | 50,29   |
|                                              | Женское население                            | 81 976                                       | Процент женского населения, %                | 49,71   |
| Плотность населения, чел/км²                 | Плотность населения, чел/км²                 | Плотность населения, чел/км²                 | Плотность населения, чел/км²                 | 7,17    |
| Население микрорегиона в % к населению штата | Население микрорегиона в % к населению штата | Население микрорегиона в % к населению штата | Население микрорегиона в % к населению штата | 0,84    |

## Статистика
- Валовой внутренний продукт на 2003 год составляет 1 060 727 316,00 реалов (данные: Бразильский институт географии и статистики).
- Валовой внутренний продукт на душу населения на 2003 год составляет 6727,34 реалов (данные: Бразильский институт географии и статистики).
- Индекс развития человеческого потенциала на 2000 год составляет 0,711 (данные: Программа развития ООН).

## Состав микрорегиона
В составе микрорегиона включены следующие муниципалитеты:
1. Буритизейру
2. Ибиаи
3. Жекитаи
4. Лагоа-дус-Патус
5. Ласанси
6. Пирапора
7. Риашинью
8. Санта-Фе-ди-Минас
9. Сан-Роман
10. Варзеа-да-Палма